# Міґель Агустин Про
Міґель Агустин Про (ісп. Miguel Agustín Pró-Juárez, 13 січня 1891, Гвадалупе — 23 листопада 1927, Мехіко) — священник римо-католицької церкви, мученик, блаженний. Розстріляний під час повстання католицької церкви у Мексиці проти федерального уряду.

## Біографія
Народився у заможній родині. У 1911 році вступив до новіціяту ордену Єзуїтів. Через переслідування католиків, у 1914—1915 році перебував у США, в Каліфорнії. Потім виїхав до Іспанії. З 1919 до 1922 року був викладачем у Нікарагуа.
У 1925 році в Енг'єні, Бельгія був висвячений на священника.
У 1926 році повернувся до Мексики, де таємно виконував свої обов'язки, незважаючи на небезпеку. З 1917 року католицька церква в Мексиці виступила проти положень конституції 1917 року, спрямованих на обмеження ролі Римо-католицької церкви в країні, що викликало повстання Крістерос. У відповідь на повстання влада почала жорстоко переслідувати священників, які закликали до повалення центрального уряду, спалювати церкви, вбивати повстанців. Однією з жертв урядових переслідувань став о. Міґель Про. Він був затриманий за звинуваченням в участі у підготовці до замаху на президента Мексики Обригона і страчений без суду та слідства.
Розстріл священника був знятий на фотоплівку з метою викликати страх у віруючих. Це вважається однією з перших спроб впливу ЗМІ на маси для залякування. Однак ефект виявився протилежним. Спокій та гідність з яким о. Міґель прийняв смерть та його останні слова Viva Cristo Rey!  - Хай живе Христос Цар! викликали підйом на дусі католиків. На похорон о. Міґеля Про прийшли тисячі людей, незважаючи на заборону.

## Вшанування
Міґель Августин Про був беатифікований папою римським Іваном Павлом II 25 вересня 1988 року. День пам'яті — 23 листопада.
У 1995 році молитва вервиці до Мігеля Про, створена о. Джозефом Фіоренцою отримала схвалення Церкви.